# پناهگاه حیات وحش کمکی
پناهگاه حیات وحش کمکی یک پناهگاه حیات وحش با مساحت ۶۴۵۷۵ هکتار است که در استان یزد در ایران قرار دارد. این پناهگاه حیات وحش طبق مصوبهٔ شمارهٔ ۶۱۸ در تاریخ ۱۳۹۸/۱۰/۱۸ در فهرست مناطق تحت حفاظت سازمان محیط زیست ایران قرار گرفت.